# Universidad de Aston
Aston University es una universidad en Birmingham, Inglaterra.
Una de las tres universidades de Birmingham, Aston se estableció por Royal Charter el 22 de abril de 1966. Fue fundada en 1895 como la Birmingham Municipal Technical School, y en 1927 se cambió su nombre a Birmingham Central Technical College, para reflejar su especialización en tecnología. En 1951, se cambió de nuevo de nombre al College of Technology, Birmingham. Tradicionalmente enfocada hacia estudios de Tecnología, Negocios, Ciencias e Ingeniería, Aston sigue concentrado en los campos de la industria y el comercio. Asimismo, Aston tiene una importante escuela de idiomas.
Aston es relativamente pequeña en términos del número de estudiantes matriculados para cursos de grado, unos 7500, comparados con los 18.840 de su vecina, la University of Birmingham, y unos 2.530 postgraduados. Su escuela de negocios, la Aston Business School, celebró su 60 aniversario en 2007.
La universidad está ubicada en un terreno de 16 hectáreas en pleno centro de la ciudad de Birmingham.